# فخر الدين أوميروفيتش
فخر الدين أوميروفيتش (مواليد 26 أغسطس 1961) هو لاعب كرة قدم. يلعب مع منتخب يوغوسلافيا لكرة القدم. سبق له أن لعب في كأس العالم لكرة القدم مع منتخب بلاده.

## مسيرته الكروية
لعب فخر الدين أوميروفيتش خلال مسيرته الاحترافية مع 4 أندية في تسعة عشر موسمًا وسجل خلالها هدفًا واحدًا ضمن 460 مباراة. حيث فاز في موسمين بالكأس وفي موسمين بالدوري.
خاض فخر الدين أوميروفيتش مسيرته مع نادي سلوبودا توزلا في موسم 1980–81 ليلعب معه أربعة مواسم، مشاركًا في 94 مباراة سجل خلالها هدفًا واحدًا. ثم انتقل إلى نادي بارتيزان في موسم 1984–85 ليلعب معه ثمانية مواسم، حيث شارك في 238 مباراة ولم يسجل أي هدف. لينتقل بعدها إلى كوجالي سبور في موسم 1992–93 ليلعب معه أربعة مواسم، مشاركًا في 93 مباراة ولم يسجل أي هدف أيضًا. ثم انتقل إلى نادي إسطنبول سبور في موسم 1995–96 واستمر معه طيلة ثلاثة مواسم، مشاركًا في 35 مباراة ولم يسجل أي هدف أيضًا.

## روابط خارجية
- فخر الدين أوميروفيتش على موقع الاتحاد الدولي (مؤرشف)  (الإنجليزية)
- فخر الدين أوميروفيتش على موقع اتحاد تركيا (لاعب) (الإنجليزية)
- فخر الدين أوميروفيتش على موقع اتحاد تركيا (مدرب) (الإنجليزية)
- فخر الدين أوميروفيتش على موقع قاعدة بيانات كرة القدم.إي يو (الإنجليزية)
- فخر الدين أوميروفيتش على موقع ناشيونال فوتبول تيمز (الإنجليزية)
- فخر الدين أوميروفيتش على موقع عالم كرة القدم.نت (الإنجليزية)